# Atractocerus siebersi
Atractocerus siebersi är en skalbaggsart som beskrevs av Heinrich Hugo Karny 1922. Atractocerus siebersi ingår i släktet Atractocerus och familjen varvsflugor. Inga underarter finns listade i Catalogue of Life.